# Cơ quan An ninh điều tra Bộ Công an
Cơ quan An ninh điều tra Bộ Công an là một trong hai cơ quan điều tra trong ngành an ninh của lực lượng công an nhân dân ở Việt Nam. Cơ quan còn lại là Cơ quan An ninh điều tra Công an tỉnh, thành phố trực thuộc trung ương. Cơ quan An ninh điều tra Bộ Công an điều tra vụ án hình sự về các tội phạm đặc biệt nghiêm trọng, phức tạp, liên quan đến nhiều tỉnh, thành phố trực thuộc trung ương.

## Nhiệm vụ
Theo Luật Tổ chức Cơ quan điều tra hình sự năm 2016, Cơ quan An ninh điều tra Bộ Công an có 6 nhiệm vụ sau:
1. Tổ chức công tác trực ban hình sự, tiếp nhận tố giác, tin báo về tội phạm, kiến nghị khởi tố; phân loại và trực tiếp giải quyết tố giác, tin báo về tội phạm, kiến nghị khởi tố thuộc thẩm quyền giải quyết của mình hoặc chuyển ngay đến cơ quan có thẩm quyền để giải quyết.
2. Tiến hành điều tra vụ án hình sự về các tội phạm đặc biệt nghiêm trọng, phức tạp, liên quan đến nhiều tỉnh, thành phố trực thuộc trung ương hoặc có yếu tố nước ngoài thuộc thẩm quyền điều tra của Cơ quan An ninh Điều tra Công an cấp tỉnh nếu xét thấy cần trực tiếp Điều tra; vụ án đặc biệt nghiêm trọng thuộc thẩm quyền điều tra của Cơ quan An ninh điều tra của Công an nhân dân do Hội đồng Thẩm phán Tòa án nhân dân tối cao hủy để điều tra lại.
3. Hướng dẫn, chỉ đạo nghiệp vụ Điều tra và kiểm tra việc chấp hành pháp luật, nghiệp vụ trong hoạt động Điều tra, xử lý tội phạm của Cơ quan An ninh Điều tra Công an cấp tỉnh; hướng dẫn các cơ quan của lực lượng An ninh nhân dân thuộc Công an nhân dân được giao nhiệm vụ tiến hành một số hoạt động Điều tra thực hiện hoạt động Điều tra.
4. Kiến nghị với cơ quan, tổ chức hữu quan áp dụng biện pháp khắc phục nguyên nhân, điều kiện làm phát sinh tội phạm.
5. Tổ chức sơ kết, tổng kết công tác tiếp nhận, giải quyết tố giác, tin báo về tội phạm, kiến nghị khởi tố và công tác điều tra, xử lý tội phạm trong phạm vi nhiệm vụ, quyền hạn của Cơ quan An ninh Điều tra của Công an nhân dân.
6. Giải quyết khiếu nại, tố cáo theo quy định của Bộ luật tố tụng hình sự.

## Tổ chức
Tổ chức bộ máy gồm có:
- Cục An ninh điều tra

## Lãnh đạo

### Hiện nay
Thủ trưởng: Thượng tướng Phạm Thế Tùng (từ ngày 30 tháng 7 năm 2024 đến nay), Thứ trưởng Bộ Công an Việt Nam
Phó Thủ trưởng Thường trực: Trung tướng Hoàng Văn Hà, Cục trưởng Cục An ninh điều tra
Phó Thủ trưởng:
- Thiếu tướng Bùi Xuân Phong

- Thiếu tướng Trần Văn Thiệp

- Thiếu tướng Trần Thanh

- Đại tá Nguyễn Chiến Thắng

- Đại tá Nguyễn Cao Quang

- Đại tá Nguyễn Minh Ngọc

- Đại tá Phan Thành Bá

- Đại tá Nguyễn Tuấn Hưng

### Cựu lãnh đạo

#### Thủ trưởng
- Trung tướng Hoàng Kông Tư (2010-2014)
- Trung tướng Trần Đăng Yến (2017)[3]
- Thượng tướng Bùi Văn Nam (10 tháng 8 năm 2018 - 21 tháng 5 năm 2020)
- Thượng tướng Lương Tam Quang (21 tháng 5 năm 2020 - 30 tháng 7 năm 2024) hiện là Bộ trưởng Bộ Công an

### Phó Cục trưởng thường trực
- Thiếu tướng Trần Trung Dũng[4]
- Trung tướng Lý Anh Dũng
- Đại tá Vũ Hoài Bắc, nguyên Giám đốc Công an tỉnh Trà Vinh, hiện là Trưởng ban Tôn giáo Chính phủ[5]
- Thiếu tướng Trần Thanh, Phó Cục trưởng phụ trách Cục

#### Phó Thủ trưởng
- Đại tá Nguyễn Xuân Mừng[6]
- Đại tá Lê Đức Hiệp[7]
- Đại tá Đỗ Thái Sơn